# Лазар Динолов
Лазар Георгиев Динолов е български политик, бивш кмет на Русе, народен представител, член-основател на първата българска Търговско-индустриална камара, основател и секретар на патриотичното дружество „България за себе си“.

## Биография
Произхожда от големия Динолов род, чийто родоначалник Димитър след смъртта на родителите си, вероятно по време на Руско-турската война 1806 – 1812 г., избягва в Румъния и чиракува в Букурещ при някакъв търговец на име Динол (Динул), чието име приема за фамилно.
Лазар Динолов известно време е собственик на содено-бирената фабрика „Света Петка“ в Русе, а заедно със сина си Любомир, притежават търговско-индустриална къща. Като председател на дружеството „България за себе си“ в Русе, той е и една от основните действащи фигури при потушаването на Русенския офицерски бунт (1887).
За осеммесечното си кметуване няма възможност да остави трайна диря в Русенска община. Обаче той трасира пътя на трите основни насоки за развитие на местното самоуправление, към които се придържат и по-нататък русенските стамболовисти в периода до 1908 г. На първо място – налагането на общината като първостепенен фактор в стимулиране стопанското развитие на града. На второ място – усъвършенстване организационно-административното функциониране на общинската институция и издигане на обществения и престиж. И на трето място – радикално решаване на трудния проблем с изграждането на модерна градска инфраструктура.